# Pădurea Ciornohal (sit SCI)
Pădurea Ciornohal este un sit de importanță comunitară (SCI) desemnat în scopul protejării biodiversității și menținerii într-o stare de conservare favorabilă a florei spontane și faunei sălbatice, precum și a habitatelor naturale de interes comunitar aflate în arealul zonei protejate. Acesta este situat în nord-estul Moldovei, pe teritoriul județului Botoșani.

## Localizare
Aria naturală se întinde în extremitatea sud-estică a județului Botoșani, pe teritoriile administrative ale comunelor Călărași și Santa Mare, în apropierea drumului național DN24C, care pornește de lângă Iași înspre nord de-a lungul râului Prut, trecând prin orașul Ștefănești și terminându-se în localitatea Rădăuți-Prut.

## Înființare
Instituirea regimului de arie naturală protejată  pentru situl de importanță comunitară „Pădurea Ciornohal” s-a făcut prin Ordinul Ministerului Mediului și Dezvoltării Durabile Nr.1964 din 13 decembrie 2007 (privind instituirea regimului de arie naturală protejată a siturilor de importanță comunitară, ca parte integrantă a rețelei ecologice europene Natura 2000 în România). Aria protejată include rezervația naturală omonimă (76,50 ha).
Zona reprezintă o arie naturală (păduri de foioase, pajiști naturale, pășuni, stepe și terenuri arabile) în Câmpia Moldovei, în nordul Podișului Moldovenesc. Aceasta este încadrată în bioregiunea geografică continentală a Câmpiei Jijiei și se întinde pe o suprafață de 274,3 hectare.

## Biodiversitate
Situl conservă două habitate naturale de interes comunitar (Păduri dacice de stejar și carpen și Tufărișuri de foioase ponto-sarmatice) și protejează o gamă floristică diversă.

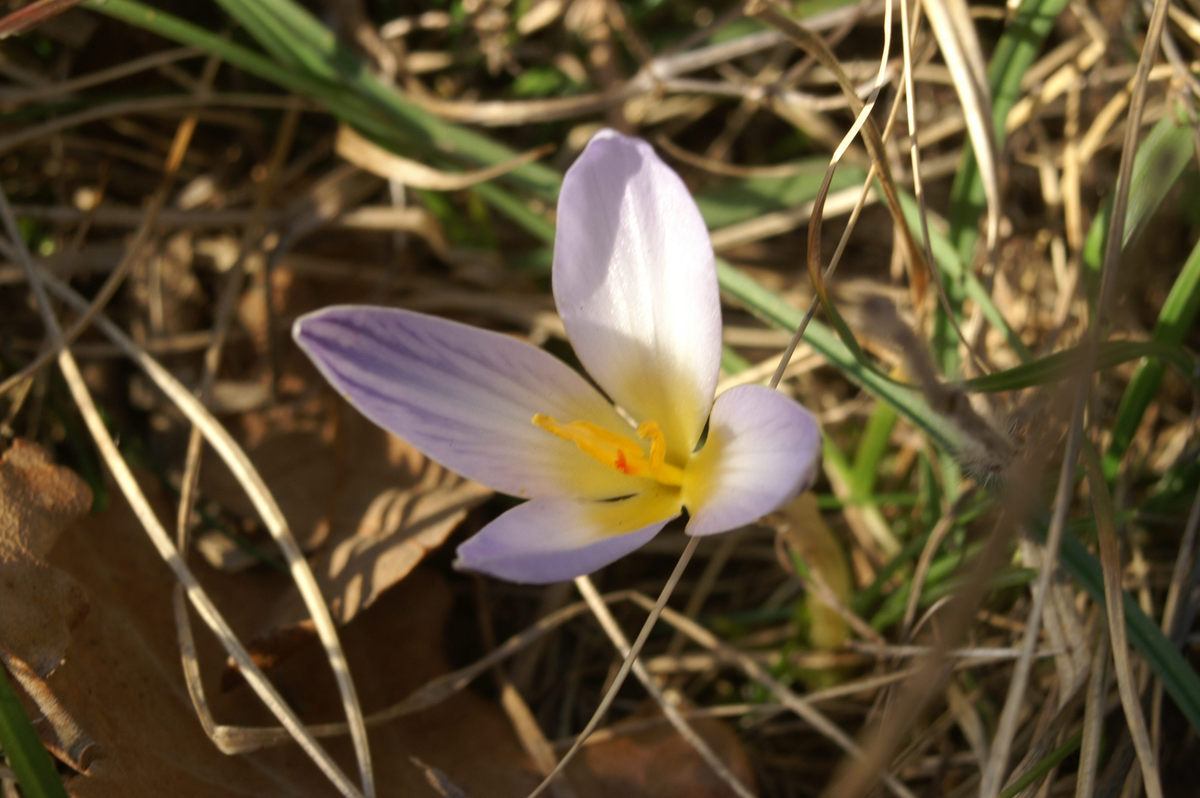
Brândușă de stepă (Crocus reticulatus)

La baza desemnării sitului se află mai multe specii floristice submediteraneene și de silvostepă (arbori, arbusti, ierburi și flori) protejate la nivel european prin  Directiva CE 92/43/CE din 21 mai 1992 (anexa I-a) privind conservarea habitatelor naturale și a speciilor de faună și floră sălbatică; astfel:
Arbori și arbusti: stejar (Quercus robur), gorun (Quercus petraea), carpen (Carpinus betulus), arțar tătăresc (Acer tataricum), migdal pitic (din speciile Prunus tenella și Amygdalus nana), vișinel (Prunus fruticosa), scumpie (Cotinus coggygria); 
Ierburi și flori: stânjenel sălbatic de stepă (Iris aphylla ssp. hungarica), capul-șarpelui (Echium russicum), garofiță (Dianthus capitatus), căpșuniță (Cephalanthera damasonium), papucul doamnei (Cypripedium calceolus), gălbinare (Serratula radiata), rușcuță de primăvară (Adonis vernalis), centaurea (Centaurea orientallis), veronică (Veronica spicata), piciorul cocoșului (Ranunculus repens L.), rodul pământului (Arum orientale), inul galben (Linum flavum), brândușă de stepă (Crocus reticulatus), barba boierului (Ajuga laxmannii), măcriș de stepă (Rumex tuberosus), iarba „Sfintei Mării” (Hierochloë repens), scorogoi (Phlomis herba-venti ssp. pungens, cunoscută și sub denumirea populară de bunduța vântului), ciulin de stepă (Carduus nutans), rogoz (Carex brevicollis).

## Căi de acces
- Drumul național DN24C pe ruta Iași - Popricani - Probota - Trifești, Iași - Santa Mare, Botoșani - Bogdănești, de unde se intră pe drumul județean DJ282A (în direcția Albești), iar la ieșire din localitate, se urmează drumul comunal DC35A (spre Călărași), care trece pe lângă aria protejată[10].

## Monumente și atracții turistice
- Biserica „Sfânta Treime” din satul Călărași. Lăcașul de cult a fost înălțat (din piatră și cărămidă) în anul 1901.
- Situl arheologic (punct „Dealul Pogoroaia”) de la Călărași (așezări atribuite perioadelor: sec. XIV - XV și XVII - XVIII, epoca medievală; sec. II - III p. Chr.; Hallstatt; epoca bronzului târziu, cultura Noua; Eneolitic, cultura Cucuteni).
- Necropola tumulară (punct „La Movile”) de la Santa Mare atribuită perioadei de tranziție la epoca bronzului, cultura Horodiștea-Foltești.